# A Spaceman Came Travelling
A Spaceman Came Travelling - singel irlandzkiego wokalisty Chrisa de Burgha, pochodzący z wydanego w 1975 roku albumu Spanish Train and Other Stories. Utwór cieszył się znaczną popularnością w okresie Bożego Narodzenia i dotarł do miejsca 1. w Irlandii. Singel był wielokrotnie wydawany, najpierw w 1976, a następnie w 1981, 1984 i 1986 roku.

## Pozycje na listach przebojów
| Lista                              | Pozycja |
| ---------------------------------- | ------- |
| Irlandia (Irish Singles Chart)     | 1       |
| Wielka Brytania (UK Singles Chart) | 40      |

## Inne wersje
- Cover utworu nagrał austriacki zespół Eela Craig w 1978 roku oraz Celtic Woman w 2010 roku.
- Interpretację utworu wykonała polska wokalistka Mandaryna na albumie Mandarynkowy sen[4]. Jej wersja została wydana jako singel świąteczny w 2005 roku.
- Grupa Gregorian nagrała utwór na płytę Christmas Chants z 2006 roku[5].